# Thiotte
Thiotte, in creolo haitiano Tyòt, è un comune di Haiti facente parte dell'arrondissement di Belle-Anse nel dipartimento del Sud-Est.